# Malta Waterpolo Cup

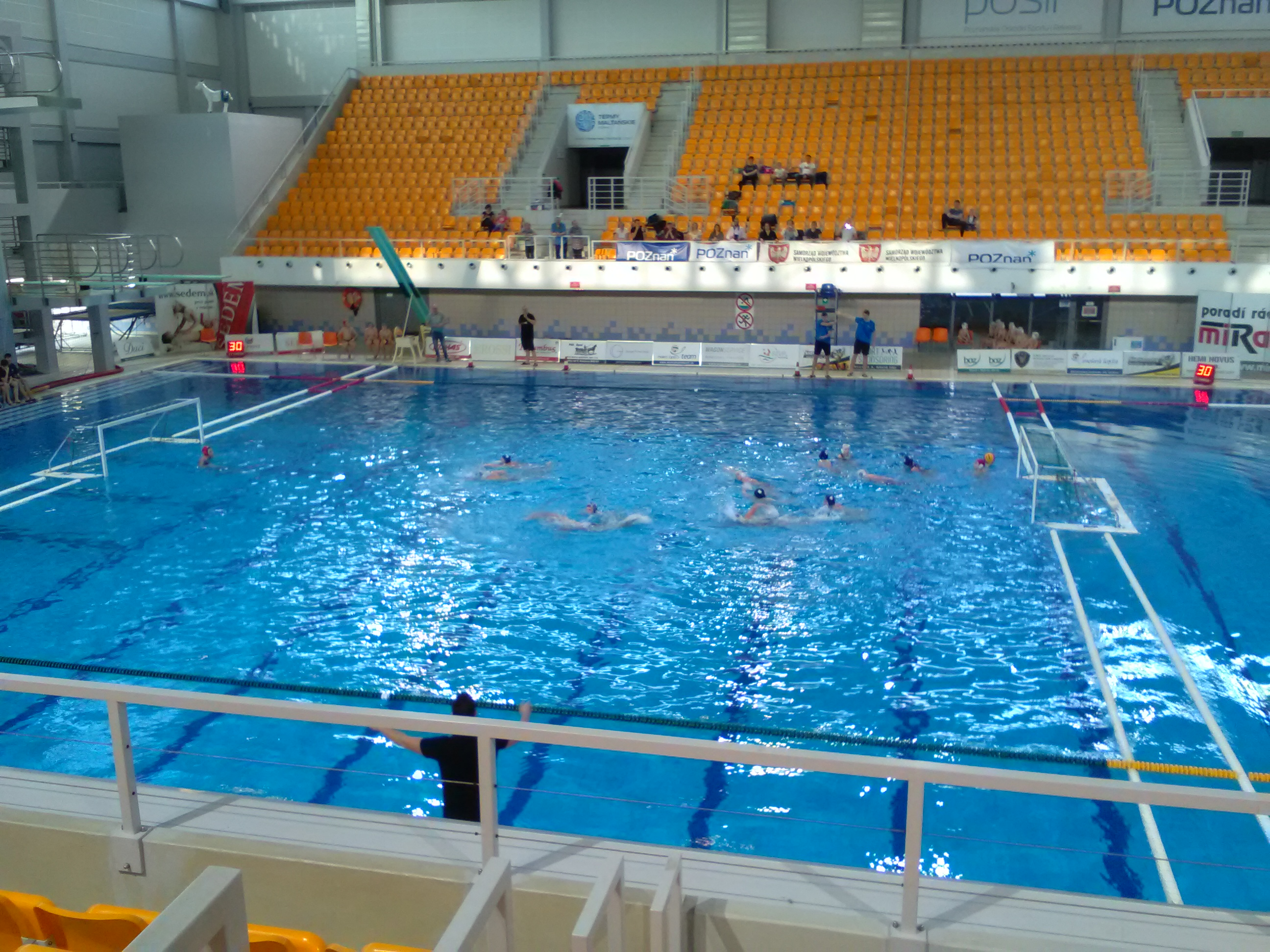
Turniej Malta Waterpolo Cop w 2016. Mecz juniorów.

Malta Waterpolo Cup – międzynarodowy, drużynowy turniej piłki wodnej, rozgrywany w Poznaniu od 2014.
Obiektem, na którym rozgrywa się zawody są Termy Maltańskie na Malcie w Poznaniu. Od 2016 organizowana jest impreza towarzysząca - turniej młodzików "Junior Malta Waterpolo Cup". Organizatorem imprezy są: KS Waterpolo Poznań, Urząd Miejski w Poznaniu i wielkopolski Urząd Marszałkowski. Dotąd w zawodach udział wzięły m.in. takie kluby jak: ASV Hertha Wiedeń, ČH Hornets Koszyce, MVLC Miszkolc.